# Meet Joe Black
Meet Joe Black er et amerikansk romantisk drama fra 1998 instrueret af Martin Brest og Alan Smithee efter manuskript af Bo Goldman og Kevin Wade. Filmen har Brad Pitt, Anthony Hopkins og Claire Forlani i hovedrollerne.

## Medvirkende
- Brad Pitt
- Anthony Hopkins
- Claire Forlani
- Jake Weber
- Marcia Gay Harden
- Jeffrey Tambor